# Gustaf Romin

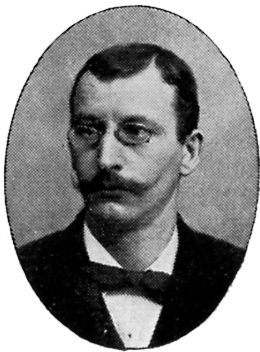
Gustaf Romin, Foto aus einem zeitgenössischen Lexikon

Gustaf Adolf Romin (* 16. November 1863 in Visby, Gotland, Schweden; † 3. März 1936 in Berlin) war ein schwedischer Landschafts-, Marine-, Kriegs- und Genremaler.

## Leben

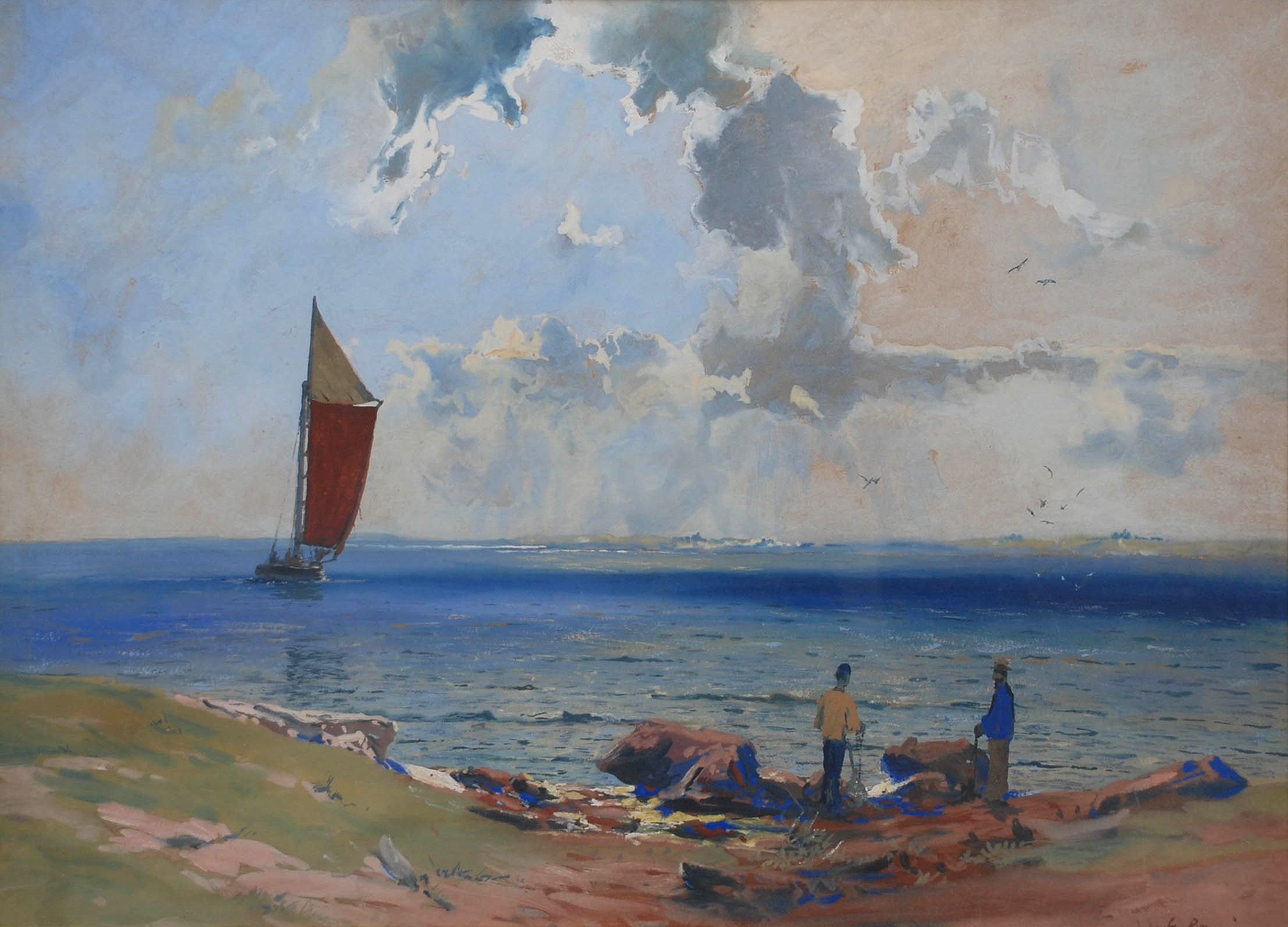
Küstenlandschaft mit Segelschiff

Romin, viertes von vier Kindern des Gerbers Carl Petter Romin (1832–1901) und dessen Ehefrau Catharina Helena Eriksson (1820–1900), jüngerer Bruder des Malers Karl Romin, ging 1892, wie dieser einige Jahre zuvor, nach Düsseldorf, um Malerei zu studieren. Bald darauf zog er jedoch nach Berlin, wo er sich dauerhaft niederließ. Für kurze Zeit war er 1892 Schüler des Landschaftsmalers Hans Fredrik Gude. In den Jahren 1892/1893 unternahm er eine Studienreise in die Vereinigten Staaten, 1893 reiste er nach Holland, London und Schweden, 1896 nach München und Paris. Angeregt durch Seeschlachten und den Luftkrieg des Ersten Weltkriegs betätigte er sich als Kriegsmaler, indem er – etwa für die Familienzeitschrift Daheim – Bilder mit Kampfszenen von Kriegsschiffen, U-Booten und Flugzeugen schuf.